# Stefano Belotti
Stefano Belotti (Alzano Lombardo, 23 luglio 2004) è un tuffatore italiano.

## Biografia
I genitori gestivano il bar presso le Piscine Italcementi di Bergamo, dove ha cominciato ad appassionarsi ai tuffi. Studia psicologia all'Università degli Studi di Bergamo. È stato testimonial di Ragazzi on the road, per promuovere la sicurezza stradale tra i giovani.

### Carriera
È cresciuto agonisticamente nel club Bergamo Nuoto. È arruolato nella Guardia di Finanza e compete per le Fiamme Gialle dal 2022. È allenato da Davide Pasinetti.
Si è messo in mostra agli europei giovanili di Otopeni 2022, dove ha ottenuto l'oro nel sincro 3 m con Matteo Santoro e l'argento nel trampolino 1 m. Ai Campionati mondiali giovanili di tuffi di Montrèal 2022 ha vinto l'oro nel sincro 3 m, sempre assieme a Matteo Santoro.
Agli europei di nuoto di Belgrado 2024 ha ottenuto la medaglia di bronzo nel trampolino 1 m. Nel trampolino 3 m ha concluso al 15º posto.

## Palmarès
| Anno | Manifestazione | Sede     | Evento         | Risultato | Prestazione | Note |
| ---- | -------------- | -------- | -------------- | --------- | ----------- | ---- |
| 2024 | Europei        | Belgrado | Trampolino 1 m | Bronzo    | 370,50 p.   |      |
| 2024 | Europei        | Belgrado | Trampolino 3 m | 15º       | 333,95 p.   |      |